# One of Us Is the Killer
One of Us Is the Killer – piąty album studyjny amerykańskiego zespołu muzycznego The Dillinger Escape Plan. Wydawnictwo ukazało się 14 maja 2013 roku nakładem wytwórni muzycznych Sumerian Records i Party Smasher. Materiał był promowany teledyskami do utworów „When I Lost My Bet”, „One Of Us Is The Killer” i „Paranoia Shields”, które wyreżyserował Mitch Massie. 
Album dotarł do 25. miejsca listy Billboard 200 w Stanach Zjednoczonych sprzedając się w nakładzie 15 tys. egzemplarzy w przeciągu tygodnia od dnia premiery. Płyta trafiła także na listy przebojów m.in. w Niemczech, Finlandii, Francji i Australii. Wydawnictwo spotkało się z pozytywnym przyjęciem ze strony krytyków muzycznych.

## Lista utworów
Opracowano na podstawie materiału źródłowego.
| Nr  | Tytuł utworu                          | Słowa        | Muzyka      | Długość |
| --- | ------------------------------------- | ------------ | ----------- | ------- |
| 1.  | „Prancer”                             | Greg Puciato | Ben Weinman | 3:52    |
| 2.  | „When I Lost My Bet”                  | Greg Puciato | Ben Weinman | 3:52    |
| 3.  | „One Of Us Is The Killer”             | Greg Puciato | Ben Weinman | 3:28    |
| 4.  | „Hero Of The Soviet Union”            | Greg Puciato | Ben Weinman | 2:59    |
| 5.  | „Nothing's Funny”                     | Greg Puciato | Ben Weinman | 3:25    |
| 6.  | „Understanding Decay”                 | Greg Puciato | Ben Weinman | 3:48    |
| 7.  | „Paranoia Shields”                    | Greg Puciato | Ben Weinman | 4:26    |
| 8.  | „CH 375 268 277 ARS”                  | Greg Puciato | Ben Weinman | 2:32    |
| 9.  | „Magic That I Held You Prisoner”      | Greg Puciato | Ben Weinman | 2:49    |
| 10. | „Crossburner”                         | Greg Puciato | Ben Weinman | 5:04    |
| 11. | „The Threat Posed By Nuclear Weapons” | Greg Puciato | Ben Weinman | 3:46    |
|     |                                       |              |             | 40:01   |

## Twórcy
Opracowano na podstawie materiału źródłowego.
| Zespół The Dillinger Escape Plan w składzie - Ben Weinman – gitara, produkcja muzyczna - Greg Puciato – wokal prowadzący - Liam Wilson – gitara basowa - Billy Rymer – perkusja |  | Inni - Alan Douches – mastering - Steve Evetts – produkcja muzyczna, inżynieria dźwięku, miksowanie - Patrick Dougherty – trąbka, skrzydłówka, tuba - Joe Exley – tuba, puzon |

## Listy sprzedaży
| Lista                        | Kraj              | Pozycja |
| ---------------------------- | ----------------- | ------- |
| ARIA Charts                  | Australia         | 45      |
| Billboard 200                | Stany Zjednoczone | 25      |
| Billboard Independent Albums | Stany Zjednoczone | 4       |
| Billboard Top Rock Albums    | Stany Zjednoczone | 6       |
| Billboard Tastemaker Albums  | Stany Zjednoczone | 8       |
| Billboard Top Album Sales    | Stany Zjednoczone | 25      |
| Suomen virallinen lista      | Finlandia         | 34      |
| SNEP                         | Francja           | 147     |
| Media Control Charts         | Niemcy            | 84      |